# Operation Nasr
Die Operation Nasr, die im frühen Januar 1981 stattfand, war eine große Schlacht im Iran-Irak-Krieg.

## Verlauf
Die erste größere Gegenoffensive des Iran mit drei Panzerregimentern und 400 Panzern führte am 11. Januar 1981 zur Panzerschlacht von Susangerd. Dabei wurden 50 irakische und 140 iranische Panzer zerstört. Der Nachtangriff bei Dezful am 19. März 1981 erfolgte mit 100.000 iranischen Kämpfern, darunter 30.000 Pasdaran und Freiwillige. Die irakische Armee verlor in diesen Kämpfen 700 Panzerfahrzeuge, 10.000 Soldaten starben sowie 25.000 Verwundete wurden registriert. Weitere 15.000 gerieten in Gefangenschaft.